# Шангалы (село)
Ша́нгалы — село в Устьянском районе Архангельской области. Административный центр Шангальского сельского поселения.

## География
Село расположено на правом берегу реки Устья (приток Ваги) в 10 км к северо-востоку от рабочего посёлка Октябрьский (райцентр). 

## Полезные ископаемые
В Шангалах залегают мощные пласты каменной соли.

## История
Шангалы — исторически сложившийся центр Устьянских волостей. Здесь, со времён колонизации Севера и по XVII век собирался Мирской Совет — высший судебный и законодательный орган власти в Устьянских волостях в то время. 15 июля 1929 года постановлением президиума ВЦИК из части территории Вельского уезда в составе Няндомского округа Северного края был образован Устьянский район c центром в селе Шангалы. В 1975 году райцентр был перенесён в посёлок Октябрьский. В 1997 году в Шангалах был создан Дом Ремёсел, ныне — Устьянский центр культуры.

## Население
| 1959 | 1970  | 2002  | 2010  | 2012  |
| ---- | ----- | ----- | ----- | ----- |
| 2422 | ↗2571 | ↘2265 | ↘2164 | ↗2330 |

## Этимология
Название происходит от ручья Шангалец, впадающего в Устью на территории села. По одной из версий изначально село называлось «Шуньгойя», от марийского слова «Шун» — глина, и «ойя» от вепсского слова река, ручей. В результате трансформаций в смешанной русско-финской речи поселение стало называться «Шаньгайлы», дошедшее до нас наименование — Шангалы.

## Радио
- 73,19 (Молчит) Радио России / Радио Поморье
- 104,0 Радио России / Радио Поморье